# Grob G 120A
Le Grob G 120A est un avion allemand biplace monomoteur d'entraînement et de voltige aérienne, fabriqué par la société allemande Grob Aircraft. Basé sur le Grob G 115, il est spécialement conçu pour l'entrainement des pilotes militaires et civils. C'est un monoplan à voilure basse avec une cellule en composite carbone et un train d'atterrissage tricycle équipé d'un moteur Lycoming (6 cyl. à plat, 8 865 cm3) et d'une hélice tripale.

## Variantes
- G 120A : motorisée avec un moteur à pistons Lycoming AEIO-540-D4D5 six cylindres (194 kW)
- G 120TP (en) : motorisée avec un turbopropulseur Rolls Royce 250-B17F (340 kW), sièges éjectables Martin-Baker Mk15, écrans multifonctions pouvant simuler un appareil de combat et d'une manette 3 M. Premier vol en 2010.

## Fiche technique
| Grob G 120A                 |                       |         |
| Paramètres                  | Écolage               | Voltige |
| Allongement                 | 7,82                  |         |
| Charge utile (kg)           | 410                   | 320     |
| Nombre de pales             | 3 à vitesse constante |         |
| Facteurs de charge maxi (g) | +4,4/-1,76            | +6/-4   |

## Utilisateurs
Allemagne
Lufthansa Flight Training (de): 6 G120 A basés à Phoenix Goodyear Airport (en) en Arizona (USA), ils sont utilisés pour la formation des pilotes de la Lufthansa et de la Luftwaffe.
 Argentine
Force aérienne argentine: 10 G 120TP
 Canada
KF Defence Programs: 13 × Grob 120A  pour l'entrainement des pilotes des Forces armées canadiennes jusqu'en 2013 et de l'Aviation royale canadienne depuis 2013.
 France
Armée de l'air française: 18 × Grob 120A-F (flotte externalisée chez Airbus Flight Academy Europe). Ils sont utilisés par l'Ecole de Pilotage de l'Armée de l'Air (EPAA) comme avion d'entraînement pour la formation de base des pilotes sur la base aérienne de Cognac (BA.709). 18 appareils ont été livrés en 2007. Ils remplacent les TB 30 Epsilon
 Indonésie
Force aérienne indonésienne : 18 × G 120TP commandés en 2011
 Israël
Force aérienne et spatiale israélienne : 27 × Grob 120A-I
 Kenya
Force aérienne du Kenya: 6 × Grob 120A plus 6 en option
 Mexique
Force aérienne mexicaine: 25 × G 120TP (+15 en option),

## Galerie photos

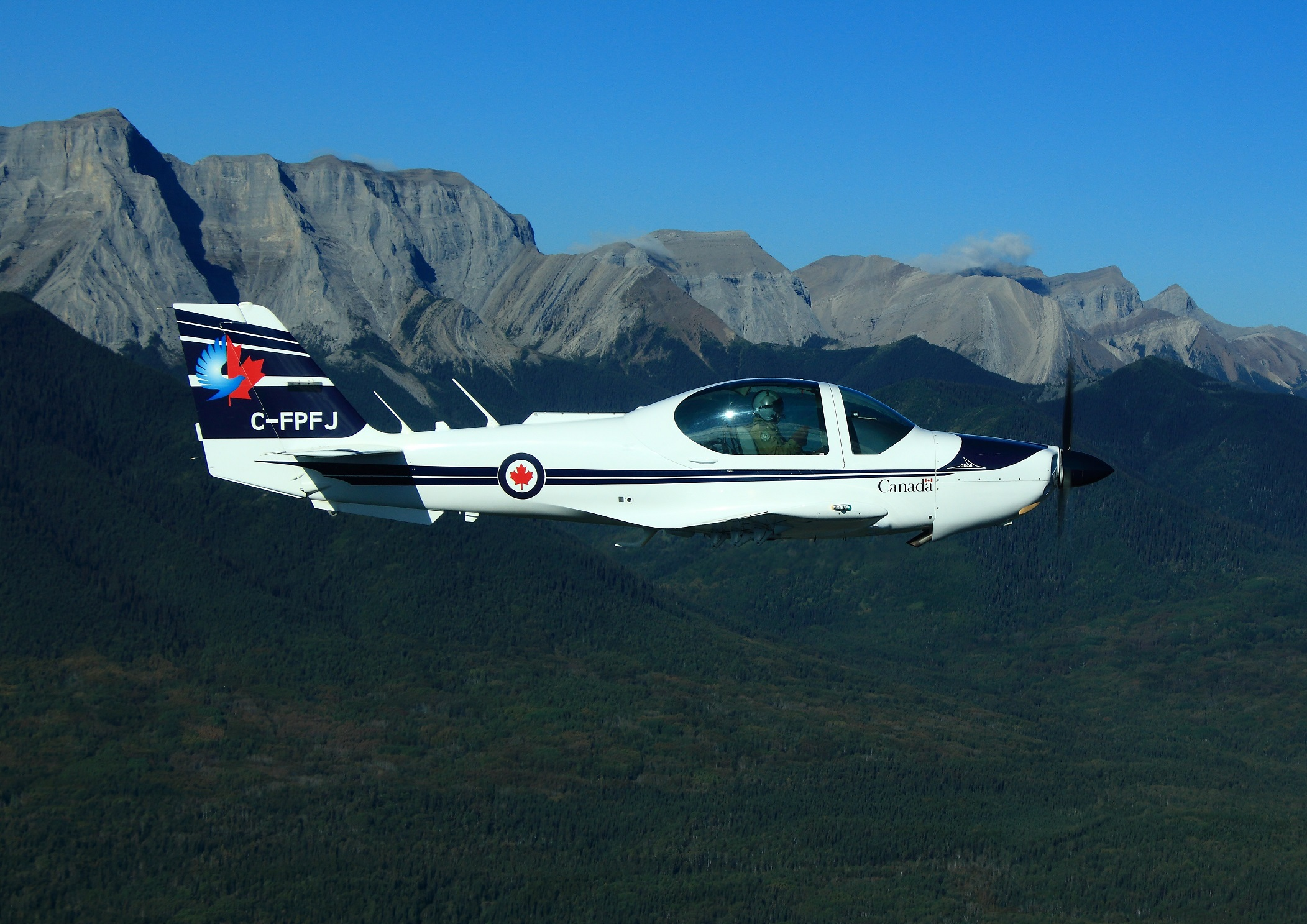
Un Grob G 120A utilisé par l'Aviation royale canadienne.
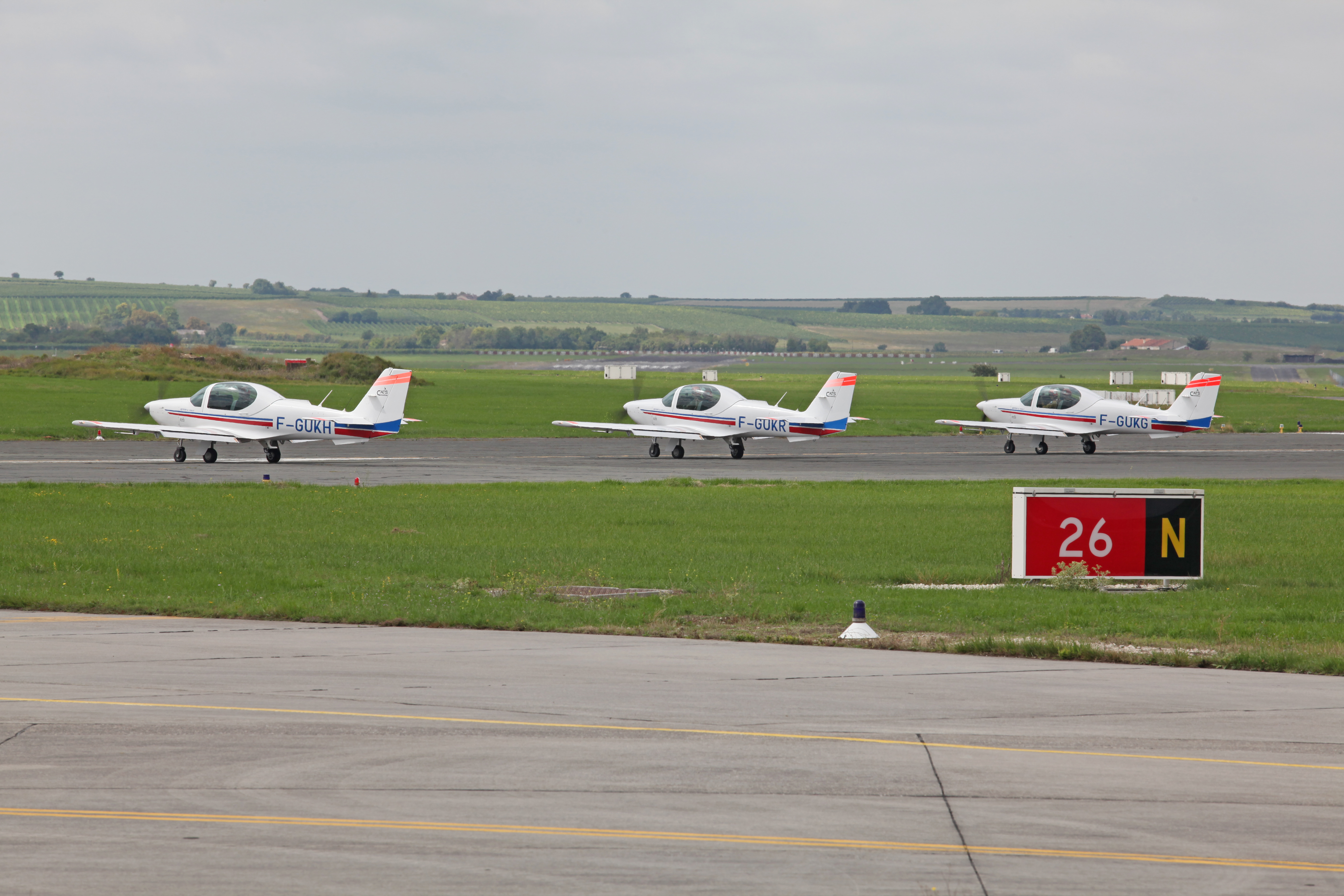
Trois Grob G 120A de l'Armée de l'air française prêts au décollage.
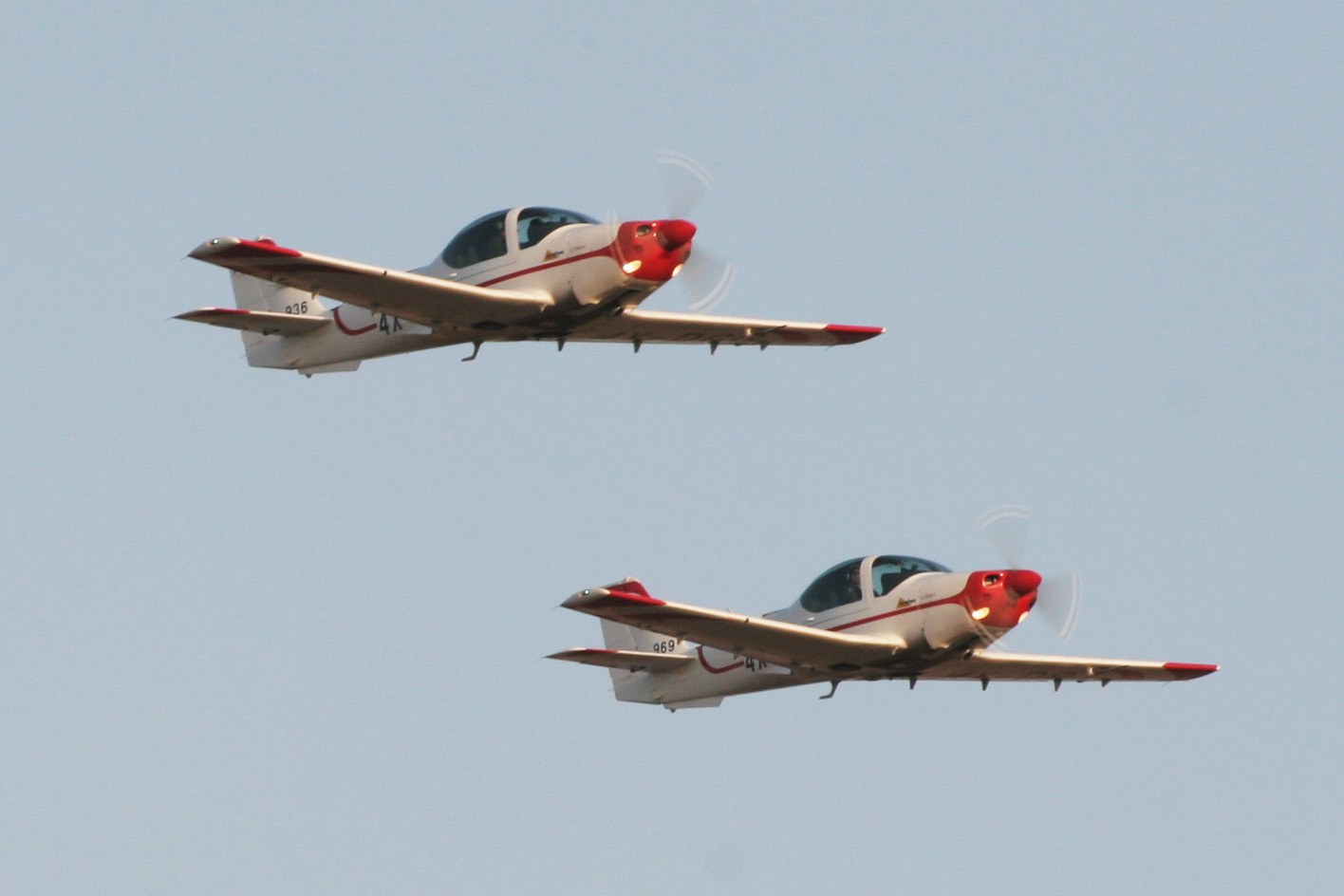
Deux G 120A de la Force aérienne et spatiale israélienne
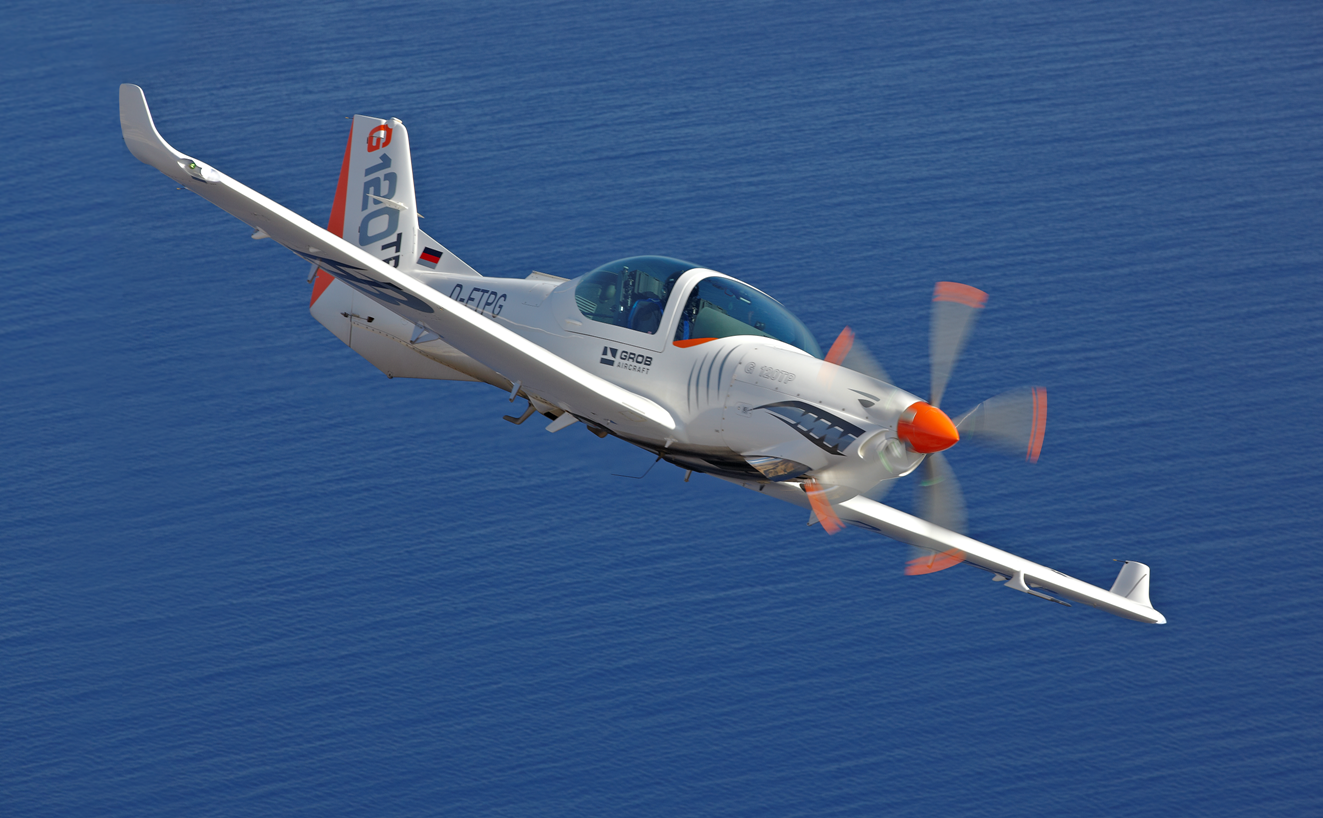
Un G 120TP de Grob Aircraft (2012)